# Vicente Abad
Vicente Abad (Caracas, Venezuela, 1940) fue un bailarín, coreógrafo y maestro de ballet venezolano.

## Trayectoria
Inicia sus estudios en 1954, a los 14 años, en la Escuela Nacional de Ballet dirigida por la Nena Coronil. Luego continúa en la Academia Interamericana de Ballet con Irma Contreras y Margot Contreras, de donde pasó a la Escuela Ballet-Arte de la maestra Lidija Franklin.
A los 19 años fue becado para proseguir sus estudios en la Escuela del Royal Ballet de Londres, donde permaneció cuatro años.
En 1964, ingresó en el Ballet de Holanda donde fue primer bailarín, realizando giras por Europa, Suramérica, Medio Oriente y África.
Entre 1970 y 1973 trabajó como bailarín invitado en prestigiosas compañías como: Ballet Real de Wallonie en Bélgica, Teatro de la Ópera de Bruselas bajo la dirección artística de Maurice Béjart, Ballet Caravan de Londres, Ballet de Yugoslavia, Teatro Francés de la Danza de París; y como bailarín estrella de la Ópera de Tolón. 
Fue nombrado primer bailarín y maestro de baile del Teatro de la Ópera de Nantes y en 1974 director de la compañía de ballet de dicho teatro. En 1978 creó el Grupo Coreográfico de la Ópera de Nantes, compañía de orientación neoclásica que realizó presentaciones en París y en la provincia francesa.
A su regreso a Venezuela trabajó como maestro para: Escuela Ballet-Arte, Instituto Superior de Danza, Compañía Danza-Teatro de Abelardo Gameche, Danza Nuevo-Arte dirigido por Laura Prieto y Academia Tempo; y como coreógrafo para Escuela Ballet-Arte, Ballet Metropolitano, Ballet de la Ópera de Maracay, Academia Tempo y el Ballet-Festival.
Desde 1989 hasta 1993 ejerció la docencia en la Escuela Nena Coronil de Cumaná y el Ballet Juvenil de esa escuela.
Abad realizó unas cuarenta coreografías, entre las que destacan Ósmosis, Sin palabras, Sinfonieta, Spartacus (pas de deux), Valse para Clementina, Fuga Criolla, Musas, Fausto y Pájaro.
La crítica especializada elogió a Abad como bailarín por "su elegancia, su destreza, virtuosismo, carácter y su porte exótico"; y en su etapa de coreógrafo señalaron "su destacada capacidad de composición coreográfica" y "personalidad, humor y sensibilidad en el tratamiento de los temas".